# Marvin Spielmann
Marvin Spielmann (Suiza, 23 de febrero de 1996) es un futbolista suizo. Juega de centrocampista y su equipo es el F. C. Baden de la Challenge League.

## Clubes
| Club                         | País  | Año       |
| ---------------------------- | ----- | --------- |
| F. C. Baden (cedido)         | Suiza | 2013-2015 |
| F. C. Aarau                  | Suiza | 2014-2016 |
| F. C. Wil                    | Suiza | 2016-2017 |
| F. C. Thun                   | Suiza | 2017-2019 |
| B. S. C. Young Boys          | Suiza | 2019-2022 |
| F. C. Lausana-Sport          | Suiza | 2022-2023 |
| Neuchâtel Xamax FCS (cedido) | Suiza | 2023      |
| F. C. Baden                  | Suiza | 2024-     |

## Palmarés

### Títulos nacionales
| Título             | Club                | País  | Año  |
| ------------------ | ------------------- | ----- | ---- |
| Superliga de Suiza | B. S. C. Young Boys | Suiza | 2020 |
| Copa de Suiza      | B. S. C. Young Boys | Suiza | 2020 |
| Superliga de Suiza | B. S. C. Young Boys | Suiza | 2021 |